# Bhowali
Bhowali est une ville indienne de l'État de l'Uttarakhand située dans le district de Nainital à une dizaine de kilomètres de la ville de Nainital. L'altitude est de 1 706 m et la population était de 5 512 habitants en 2011.
Bhowali est un carrefour important pour le trafic routier dans la région et pour la production de fruits. La ville est aussi connue pour son sanatorium fondé en 1912.